# ESO 137-001
ESO 137-001 هيَ مجرة حلزونية ضلعية تتواجد في عنقود نورما المجري. أثناء تحرك المَجرة نحوَ مركز العنقود يتم تجريدها من الغاز الساخن؛ مما يؤدي إلى تكوين ذَيل بطَول 260,000 سنة ضوئية، وهُناك بعد الأدلة تُشير إلى تكون النجوم عبر هذا الذَيل. تم اكتشاف هذه المجرة في عام 2005 من قِبل الطبيب منغ سن.

## مصير المجرة

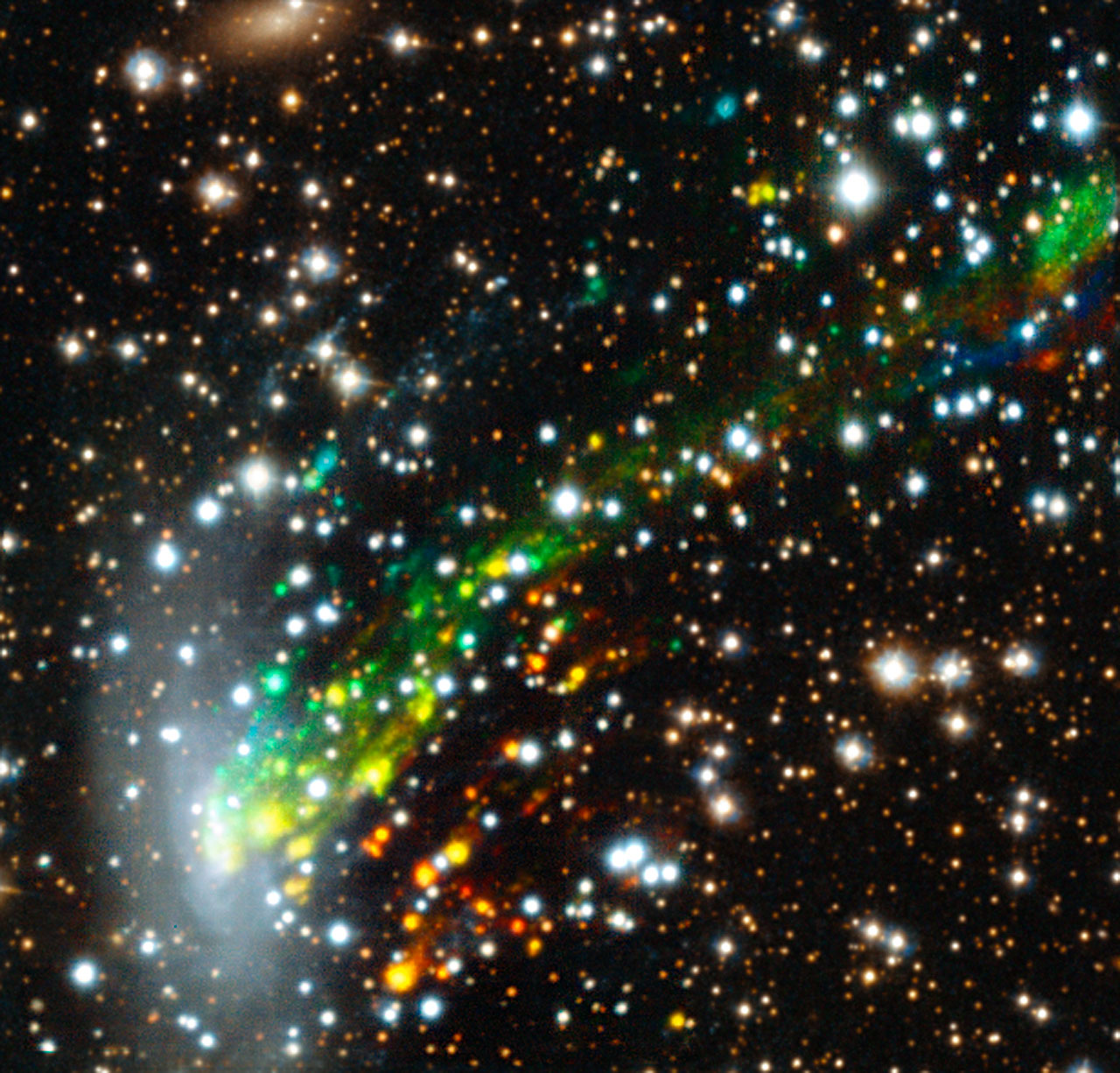
كشفت المُلاحظات حركة الغاز أثناء نزعه من مجرة ESO 137-001.

يُعتقد أن تجريد المجرة من الغاز يمتلك دوراً مُهماً في تطور المجرة، حيثُ أنَّ إزالة الغاز البارد من المجرة يؤدي إلى وقف تكون النجوم الجديدة عبر ذيل المجرة، وبالتالي يؤدي إلى تغيير مظهر الأذرع الحلزونية الداخلية والانتفاخات.